# Bönebüttel
Bönebüttel település Németországban, Schleswig-Holstein tartományban. Lakosainak száma 2133 fő (2023. december 31.).

## Népesség
A település népességének változása:
| Lakosok száma | 1370 | 2021 | 2034 | 2041 | 2037 | 2103 | 2133 |
|               | 1975 | 2014 | 2017 | 2019 | 2021 | 2022 | 2023 |